# Contea di Decatur (Indiana)
La contea di Decatur (in inglese Decatur County) è una contea dello Stato dell'Indiana, negli Stati Uniti. La popolazione al censimento del 2000 era di 24 555 abitanti. Il capoluogo di contea è Greensburg.